# Elias Koutsoupias
Elias Koutsoupias, (Ηλίας Κουτσουπιάς, né en 1963) est un informaticien grec, professeur à l'université d'Oxford. Il travaille notamment sur les aspects algorithmiques en théorie des jeux et sur les algorithmes en ligne.

## Parcours professionnel
Koutsoupias étudie l'électrotechnique à l'université d'Athènes. Il y obtient un B. Sc. en 1987, puis il travaille avec Christos Papadimitriou et obtient en 1994, sous sa direction, un Ph. D. à l'université de Californie à San Diego avec une thèse intitulée « On-Line Algorithms and the k-Server Conjecture ». Il enseigne ensuite à l'université de Californie à Los Angeles, puis est professeur à l’université d'Athènes de 2001 à 2012 ; depuis 2013, il est professeur à l'université d'Oxford, Fellow du Collège sainte Anne.

## Prix et distinctions
Il est l'un des récipiendaires du prix Gödel 2012 pour son article sur les fondements de la théorie algorithmique des jeux, et en particulier pour l'introduction, avec Papadimitriou, de la notion de « Price of Anarchy » dans leur article commun « Worst-case equilibria »,. Leur article quantifie la perte d'efficacité provoqué par un comportement égoïste d'utilisateurs et de serveurs dans un réseau Internet sans surveillance. Il a par ailleurs reçu un « Advanced Grant » du Conseil européen de la recherche.

## Domaines de recherche
Il travaille également en théorie de la complexité, conception et analyse d'algorithmes, algorithmes en ligne, économie et réseaux,  Théorie de la décision dans l'incertitude, économie mathématique.

## Publications (sélection)
- Yiannis Giannakopoulos et Elias Koutsoupias, « Selling Two Goods Optimally », ICALP (2),‎ 2015, p. 650-662.
- Sayan Bhattacharya, Elias Koutsoupias, Janardhan Kulkarni, Stefano Leonardi, Tim Roughgarden et Xiaoming Xu, « Near-optimal multi-unit auctions with ordered bidders », ACM Conference on Electronic Commerce,‎ 2013, p. 91-102
- George Christodoulou, Elias Koutsoupias et Paul G. Spirakis, « On the Performance of Approximate Equilibria in Congestion Games », Algorithmica, vol. 61, no 1,‎ 2011, p. 116-140 (DOI 10.1007/s00453-010-9449-2)
- Elias Koutsoupias et Christos Papadimitriou, « Worst-case equilibria », Computer Science Review, vol. 3, no 2,‎ 2009, p. 65–69 (DOI 10.1016/j.cosrev.2009.04.003)
- Elias Koutsoupias, « The k-server problem », Computer Science Review, vol. 3, no 2,‎ 2009, p. 105-118 (DOI 10.1016/j.cosrev.2009.04.002)
- George Christodoulou et Elias Koutsoupias, « The price of anarchy of finite congestion games », 37th ACM Symposium on Theory of Computing (STOC),‎ 2005, p. 67-73 (DOI 10.1145/1060590.1060600)
- Alex Fabrikant, Elias Koutsoupias et Christos H. Papadimitriou, « Heuristically Optimized Trade-Offs: A New Paradigm for Power Laws in the Internet », ICALP,‎ 2002, p. 110-122
- Richard M. Karp, Elias Koutsoupias, Christos H. Papadimitriou et Scott Shenker, « Optimization Problems in Congestion Control », Foundations of Computer Science (FOCS),‎ 2000, p. 66-74